# Robert Goer
Robert Goer was het pseudoniem van Marnix Hamerlinck (Kleit, 4 november 1952 – Mariakerke, 16 februari 1995). Goer was een Belgisch dichter en eveneens korte tijd redacteur van het tijdschrift Manoeuvre.

## Biografie
Robert Goer werd geboren in het bescheiden Kleit maar vestigde zich al vroeg in Gent. Aanvankelijk had hij een carrière als pianist op het oog maar door een ongeval moest hij die ambities bijstellen. Hij publiceerde 3 belangrijke dichtbundels. Drankzucht en depressies tekenden zijn carrière.
Goer stierf in 1995 aan de gevolgen van kanker.
Hoewel zijn werk in de vergeethoek is geraakt, kan hij nog steeds rekenen op een schare fanatieke lezers. In 2012 werd het Goer Genootschap opgericht dat zijn werk opnieuw onder de aandacht wil brengen.